# Mladen Ier Šubić
Mladen Ier Šubić de Bribir (croate : Mladen je Šubić Bribirski) (tué en juin 1304) membre de la noble famille Croate des Šubić, il est Ban de Bosnie de 1301 à 1304.

## Origine
Mladen Ier était le fils de Stjepko comte de Trogir mort en 1274 et le frère de Paul Ier Šubić de Bribir, Ban de Dalmatie et de Croatie de 1273 à 1312. Il avait en fief sous l’autorité de son frère la ville de Split en Dalmatie.

## Règne
Après que Paul Ier Šubić se soit déclaré « Dominus de Bosnie » en 1299, il donne à son frère cadet Mladen le titre de Ban de Bosnie.
De son côté Étienne Ier Kotroman qui avait jusqu’à présent résisté à la montée en puissance du pouvoir des Šubić sur la Bosnie, perd à partir de 1300 le contrôle de la quasi-totalité de son territoire conquis par Mladen Ier Subic. Après 1301 L’ensemble de la Bosnie est sous le contrôle de. Mladen Ier soit directement soit par l’intermédiaire de son vassal le prince Hrvatin Stjepanić, cette situation est confirmée par le prétendant au trône de Hongrie Charles Robert.
Après avoir assuré sa position dans le pays Mladen Ier Šubić entreprend une campagne contre Église bosnienne suspectée d'être fidèle aux thèses Bogomiles.
C’est en combattant ces derniers qu’il est tué dans un combat en juin 1304. Mladen Ier laisse comme héritier son neveu Mladen II Šubić. Toutefois la gravité de la situation entraîne une intervention directe de Paul Ier Šubić qui conduit une puissante armée en Bosnie et écrase la résistance. En 1305, Paul Ier Šubić prend le nouveau titre de « Seigneur de la toute la Bosnie » (totius dominus Bosniae).